# Vuelta al País Vasco 2025
La 64.ª edición de la Vuelta al País Vasco (oficialmente: 2025ko Itzulia Basque Country) fue una carrera de ciclismo en ruta por etapas que se celebró entre el 7 y el 12 de abril de 2025 con inicio en la ciudad de Vitoria y final en Éibar en España. El recorrido constó de un total de 6 etapas sobre una distancia total de 855 kilómetros.
La prueba formó parte del UCI WorldTour 2025, calendario ciclístico de máximo nivel mundial, y fue la decimoquinta carrera de dicho circuito. El vencedor fue el portugués João Almeida del UAE Emirates XRG, quien estuvo acompañado en el podio por el español Enric Mas del Movistar y el alemán Maximilian Schachmann del Soudal Quick-Step, segundo y tercer clasificado respectivamente.

## Equipos participantes
Tomaron parte en la carrera 24 equipos: 18 de categoría UCI WorldTour y 6 de categoría UCI ProTeam, quienes conformaron un pelotón de 168 ciclistas de los cuales finalizaron 112. Los equipos participantes fueron:
| WorldTeams (18)- Alpecin-Deceuninck - Arkéa-B&B Hotels - Bahrain-Victorious - Cofidis - Decathlon AG2R La Mondiale Team - EF Education-EasyPost - Groupama-FDJ - Ineos Grenadiers - Intermarché-Wanty - Lidl-Trek - Movistar Team - Red Bull-BORA-hansgrohe - Soudal Quick-Step - Team Jayco AlUla - Team Picnic-PostNL - Team Visma \| Lease a Bike - UAE Team Emirates XRG - XDS Astana Team ProTeams (6)- Burgos-Burpellet-BH - Caja Rural-Seguros RGA - Equipo Kern Pharma - Euskaltel-Euskadi - Team TotalEnergies - Tudor Pro Cycling Team |
| |

## Recorrido
La Vuelta al País Vasco dispuso de seis etapas de perfil montañoso para un recorrido total de 870,2 kilómetros.
| Etapa     | Fecha     | Recorrido                 | type                    | Distancia (km) | Desnivel (m) | Ganador               | Líder                 |
| --------- | --------- | ------------------------- | ----------------------- | -------------- | ------------ | --------------------- | --------------------- |
| 1.ª etapa | 7 de abr  | Vitoria – Vitoria         | contrarreloj individual | 16,5           | 78 m         | Maximilian Schachmann | Maximilian Schachmann |
| 2.ª etapa | 8 de abr  | Pamplona – Lodosa         | etapa escarpada         | 199,8          | 1682 m       | Caleb Ewan            | Maximilian Schachmann |
| 3.ª etapa | 9 de abr  | Zarauz – Beasáin          | etapa de media montaña  | 156,3          | 3126 m       | Alex Aranburu         | Maximilian Schachmann |
| 4.ª etapa | 10 de abr | Beasáin – Marquina-Jeméin | etapa de media montaña  | 169,6          | 2862 m       | João Almeida          | João Almeida          |
| 5.ª etapa | 11 de abr | Orduña – Guernica y Luno  | etapa de media montaña  | 172,4          | 2656 m       | Ben Healy             | João Almeida          |
| 6.ª etapa | 12 de abr | Éibar – Éibar             | etapa de montaña        | 153,6          | 3716 m       | João Almeida          | João Almeida          |

## Desarrollo de la carrera

### 1.ª etapa
| Vitoria - Vitoria | contrarreloj individual | (16,5 km) |

| \| Clasificación de la etapa \| Clasificación de la etapa \| Clasificación de la etapa \| Clasificación de la etapa \| Clasificación de la etapa \| \| Ciclista \| Ciclista \| Equipo \| Tiempo \| \| \| ------------------------- \| ------------------------- \| -------------------------- \| ------------------------- \| ------------------------- \| \| 1.º \| Maximilian Schachmann \| Soudal Quick-Step \| 18 min 37 s \| \| \| 2.º \| João Almeida \| UAE Team Emirates XRG \| + 0 s \| \| \| 3.º \| Florian Lipowitz \| Red Bull-Bora-Hansgrohe \| + 1 s \| \| \| 4.º \| Ethan Hayter \| Soudal Quick-Step \| + 6 s \| \| \| 5.º \| Aleksandr Vlásov \| Red Bull-Bora-Hansgrohe \| + 10 s \| \| \| 6.º \| Ilan Van Wilder \| Soudal Quick-Step \| + 11 s \| \| \| 7.º \| Victor Campenaerts \| Team Visma \\| Lease a Bike \| + 12 s \| \| \| 8.º \| Mattias Skjelmose \| Lidl-Trek \| + 12 s \| \| \| 9.º \| Bruno Armirail \| Decathlon-AG2R La Mondiale \| + 13 s \| \| \| 10.º \| Michael Leonard \| Ineos Grenadiers \| + 16 s \| \| |                       |                            |             |
| |                       |                            |             |
| |                       |                            |             |
| Clasificación de la etapa |                       |                            |             |
| Ciclista | Ciclista              | Equipo                     | Tiempo      |
| 1.º | Maximilian Schachmann | Soudal Quick-Step          | 18 min 37 s |
| 2.º | João Almeida          | UAE Team Emirates XRG      | + 0 s       |
| 3.º | Florian Lipowitz      | Red Bull-Bora-Hansgrohe    | + 1 s       |
| 4.º | Ethan Hayter          | Soudal Quick-Step          | + 6 s       |
| 5.º | Aleksandr Vlásov      | Red Bull-Bora-Hansgrohe    | + 10 s      |
| 6.º | Ilan Van Wilder       | Soudal Quick-Step          | + 11 s      |
| 7.º | Victor Campenaerts    | Team Visma \| Lease a Bike | + 12 s      |
| 8.º | Mattias Skjelmose     | Lidl-Trek                  | + 12 s      |
| 9.º | Bruno Armirail        | Decathlon-AG2R La Mondiale | + 13 s      |
| 10.º | Michael Leonard       | Ineos Grenadiers           | + 16 s      |

| \| Clasificación general \| Clasificación general \| Clasificación general \| Clasificación general \| Clasificación general \| \| Ciclista \| Ciclista \| Equipo \| Tiempo \| \| \| --------------------- \| --------------------- \| -------------------------- \| --------------------- \| --------------------- \| \| 1.º \| Maximilian Schachmann \| Soudal Quick-Step \| 18 min 37 s \| \| \| 2.º \| João Almeida \| UAE Team Emirates XRG \| + 0 s \| \| \| 3.º \| Florian Lipowitz \| Red Bull-Bora-Hansgrohe \| + 1 s \| \| \| 4.º \| Ethan Hayter \| Soudal Quick-Step \| + 6 s \| \| \| 5.º \| Aleksandr Vlásov \| Red Bull-Bora-Hansgrohe \| + 10 s \| \| \| 6.º \| Ilan Van Wilder \| Soudal Quick-Step \| + 11 s \| \| \| 7.º \| Victor Campenaerts \| Team Visma \\| Lease a Bike \| + 12 s \| \| \| 8.º \| Mattias Skjelmose \| Lidl-Trek \| + 12 s \| \| \| 9.º \| Bruno Armirail \| Decathlon-AG2R La Mondiale \| + 13 s \| \| \| 10.º \| Michael Leonard \| Ineos Grenadiers \| + 16 s \| \| |                       |                            |             |
| |                       |                            |             |
| |                       |                            |             |
| Clasificación general |                       |                            |             |
| Ciclista | Ciclista              | Equipo                     | Tiempo      |
| 1.º | Maximilian Schachmann | Soudal Quick-Step          | 18 min 37 s |
| 2.º | João Almeida          | UAE Team Emirates XRG      | + 0 s       |
| 3.º | Florian Lipowitz      | Red Bull-Bora-Hansgrohe    | + 1 s       |
| 4.º | Ethan Hayter          | Soudal Quick-Step          | + 6 s       |
| 5.º | Aleksandr Vlásov      | Red Bull-Bora-Hansgrohe    | + 10 s      |
| 6.º | Ilan Van Wilder       | Soudal Quick-Step          | + 11 s      |
| 7.º | Victor Campenaerts    | Team Visma \| Lease a Bike | + 12 s      |
| 8.º | Mattias Skjelmose     | Lidl-Trek                  | + 12 s      |
| 9.º | Bruno Armirail        | Decathlon-AG2R La Mondiale | + 13 s      |
| 10.º | Michael Leonard       | Ineos Grenadiers           | + 16 s      |

### 2.ª etapa
| Pamplona - Lodosa | etapa escarpada | (199,8 km) |

| \| Clasificación de la etapa \| Clasificación de la etapa \| Clasificación de la etapa \| Clasificación de la etapa \| Clasificación de la etapa \| \| Ciclista \| Ciclista \| Equipo \| Tiempo \| \| \| ------------------------- \| ------------------------- \| -------------------------- \| ------------------------- \| ------------------------- \| \| 1.º \| Caleb Ewan \| Ineos Grenadiers \| 4 h 13 min 50 s \| \| \| 2.º \| Luca Van Boven \| Intermarché-Wanty \| + 0 s \| \| \| 3.º \| Bastien Tronchon \| Decathlon-AG2R La Mondiale \| + 0 s \| \| \| 4.º \| Thibaud Gruel \| Groupama-FDJ \| + 0 s \| \| \| 5.º \| Iúri Leitão \| Caja Rural-Seguros RGA \| + 0 s \| \| \| 6.º \| Axel Zingle \| Team Visma \\| Lease a Bike \| + 0 s \| \| \| 7.º \| Fabio Van den Bossche \| Alpecin-Deceuninck \| + 0 s \| \| \| 8.º \| Luc Wirtgen \| Tudor Pro Cycling Team \| + 0 s \| \| \| 9.º \| Jon Aberasturi \| Euskaltel-Euskadi \| + 0 s \| \| \| 10.º \| Anders Foldager \| Team Jayco AlUla \| + 0 s \| \| |                       |                            |                 |
| |                       |                            |                 |
| |                       |                            |                 |
| Clasificación de la etapa |                       |                            |                 |
| Ciclista | Ciclista              | Equipo                     | Tiempo          |
| 1.º | Caleb Ewan            | Ineos Grenadiers           | 4 h 13 min 50 s |
| 2.º | Luca Van Boven        | Intermarché-Wanty          | + 0 s           |
| 3.º | Bastien Tronchon      | Decathlon-AG2R La Mondiale | + 0 s           |
| 4.º | Thibaud Gruel         | Groupama-FDJ               | + 0 s           |
| 5.º | Iúri Leitão           | Caja Rural-Seguros RGA     | + 0 s           |
| 6.º | Axel Zingle           | Team Visma \| Lease a Bike | + 0 s           |
| 7.º | Fabio Van den Bossche | Alpecin-Deceuninck         | + 0 s           |
| 8.º | Luc Wirtgen           | Tudor Pro Cycling Team     | + 0 s           |
| 9.º | Jon Aberasturi        | Euskaltel-Euskadi          | + 0 s           |
| 10.º | Anders Foldager       | Team Jayco AlUla           | + 0 s           |

| \| Clasificación general \| Clasificación general \| Clasificación general \| Clasificación general \| Clasificación general \| \| Ciclista \| Ciclista \| Equipo \| Tiempo \| \| \| --------------------- \| --------------------- \| -------------------------- \| --------------------- \| --------------------- \| \| 1.º \| Maximilian Schachmann \| Soudal Quick-Step \| 4 h 32 min 27 s \| \| \| 2.º \| João Almeida \| UAE Team Emirates XRG \| + 0 s \| \| \| 3.º \| Florian Lipowitz \| Red Bull-Bora-Hansgrohe \| + 1 s \| \| \| 4.º \| Ethan Hayter \| Soudal Quick-Step \| + 6 s \| \| \| 5.º \| Aleksandr Vlásov \| Red Bull-Bora-Hansgrohe \| + 10 s \| \| \| 6.º \| Ilan Van Wilder \| Soudal Quick-Step \| + 11 s \| \| \| 7.º \| Victor Campenaerts \| Team Visma \\| Lease a Bike \| + 12 s \| \| \| 8.º \| Mattias Skjelmose \| Lidl-Trek \| + 12 s \| \| \| 9.º \| Bruno Armirail \| Decathlon-AG2R La Mondiale \| + 13 s \| \| \| 10.º \| Michael Leonard \| Ineos Grenadiers \| + 16 s \| \| |                       |                            |                 |
| |                       |                            |                 |
| |                       |                            |                 |
| Clasificación general |                       |                            |                 |
| Ciclista | Ciclista              | Equipo                     | Tiempo          |
| 1.º | Maximilian Schachmann | Soudal Quick-Step          | 4 h 32 min 27 s |
| 2.º | João Almeida          | UAE Team Emirates XRG      | + 0 s           |
| 3.º | Florian Lipowitz      | Red Bull-Bora-Hansgrohe    | + 1 s           |
| 4.º | Ethan Hayter          | Soudal Quick-Step          | + 6 s           |
| 5.º | Aleksandr Vlásov      | Red Bull-Bora-Hansgrohe    | + 10 s          |
| 6.º | Ilan Van Wilder       | Soudal Quick-Step          | + 11 s          |
| 7.º | Victor Campenaerts    | Team Visma \| Lease a Bike | + 12 s          |
| 8.º | Mattias Skjelmose     | Lidl-Trek                  | + 12 s          |
| 9.º | Bruno Armirail        | Decathlon-AG2R La Mondiale | + 13 s          |
| 10.º | Michael Leonard       | Ineos Grenadiers           | + 16 s          |

### 3.ª etapa
| Zarauz - Beasáin | etapa de media montaña | (156,3 km) |

| \| Clasificación de la etapa \| Clasificación de la etapa \| Clasificación de la etapa \| Clasificación de la etapa \| Clasificación de la etapa \| \| Ciclista \| Ciclista \| Equipo \| Tiempo \| \| \| ------------------------- \| ------------------------- \| -------------------------- \| ------------------------- \| ------------------------- \| \| 1.º \| Alex Aranburu \| Cofidis \| 3 h 45 min 21 s \| \| \| 2.º \| Romain Grégoire \| Groupama-FDJ \| + 3 s \| \| \| 3.º \| Maximilian Schachmann \| Soudal Quick-Step \| + 3 s \| \| \| 4.º \| João Almeida \| UAE Team Emirates XRG \| + 3 s \| \| \| 5.º \| Enric Mas \| Movistar Team \| + 3 s \| \| \| 6.º \| Mattias Skjelmose \| Lidl-Trek \| + 3 s \| \| \| 7.º \| Wilco Kelderman \| Team Visma \\| Lease a Bike \| + 3 s \| \| \| 8.º \| Florian Lipowitz \| Red Bull-Bora-Hansgrohe \| + 3 s \| \| \| 9.º \| Steff Cras \| Team TotalEnergies \| + 3 s \| \| \| 10.º \| Ilan Van Wilder \| Soudal Quick-Step \| + 3 s \| \| |                       |                            |                 |
| |                       |                            |                 |
| |                       |                            |                 |
| Clasificación de la etapa |                       |                            |                 |
| Ciclista | Ciclista              | Equipo                     | Tiempo          |
| 1.º | Alex Aranburu         | Cofidis                    | 3 h 45 min 21 s |
| 2.º | Romain Grégoire       | Groupama-FDJ               | + 3 s           |
| 3.º | Maximilian Schachmann | Soudal Quick-Step          | + 3 s           |
| 4.º | João Almeida          | UAE Team Emirates XRG      | + 3 s           |
| 5.º | Enric Mas             | Movistar Team              | + 3 s           |
| 6.º | Mattias Skjelmose     | Lidl-Trek                  | + 3 s           |
| 7.º | Wilco Kelderman       | Team Visma \| Lease a Bike | + 3 s           |
| 8.º | Florian Lipowitz      | Red Bull-Bora-Hansgrohe    | + 3 s           |
| 9.º | Steff Cras            | Team TotalEnergies         | + 3 s           |
| 10.º | Ilan Van Wilder       | Soudal Quick-Step          | + 3 s           |

| \| Clasificación general \| Clasificación general \| Clasificación general \| Clasificación general \| Clasificación general \| \| Ciclista \| Ciclista \| Equipo \| Tiempo \| \| \| --------------------- \| --------------------- \| -------------------------- \| --------------------- \| --------------------- \| \| 1.º \| Maximilian Schachmann \| Soudal Quick-Step \| 8 h 17 min 47 s \| \| \| 2.º \| Florian Lipowitz \| Red Bull-Bora-Hansgrohe \| + 4 s \| \| \| 3.º \| João Almeida \| UAE Team Emirates XRG \| + 4 s \| \| \| 4.º \| Ilan Van Wilder \| Soudal Quick-Step \| + 15 s \| \| \| 5.º \| Mattias Skjelmose \| Lidl-Trek \| + 16 s \| \| \| 6.º \| Wilco Kelderman \| Team Visma \\| Lease a Bike \| + 37 s \| \| \| 7.º \| Romain Grégoire \| Groupama-FDJ \| + 40 s \| \| \| 8.º \| Steff Cras \| Team TotalEnergies \| + 46 s \| \| \| 9.º \| Alex Aranburu \| Cofidis \| + 1 min 03 s \| \| \| 10.º \| Enric Mas \| Movistar Team \| + 1 min 14 s \| \| |                       |                            |                 |
| |                       |                            |                 |
| |                       |                            |                 |
| Clasificación general |                       |                            |                 |
| Ciclista | Ciclista              | Equipo                     | Tiempo          |
| 1.º | Maximilian Schachmann | Soudal Quick-Step          | 8 h 17 min 47 s |
| 2.º | Florian Lipowitz      | Red Bull-Bora-Hansgrohe    | + 4 s           |
| 3.º | João Almeida          | UAE Team Emirates XRG      | + 4 s           |
| 4.º | Ilan Van Wilder       | Soudal Quick-Step          | + 15 s          |
| 5.º | Mattias Skjelmose     | Lidl-Trek                  | + 16 s          |
| 6.º | Wilco Kelderman       | Team Visma \| Lease a Bike | + 37 s          |
| 7.º | Romain Grégoire       | Groupama-FDJ               | + 40 s          |
| 8.º | Steff Cras            | Team TotalEnergies         | + 46 s          |
| 9.º | Alex Aranburu         | Cofidis                    | + 1 min 03 s    |
| 10.º | Enric Mas             | Movistar Team              | + 1 min 14 s    |

### 4.ª etapa
| Beasáin - Marquina-Jeméin | etapa de media montaña | (169,6 km) |

| \| Clasificación de la etapa \| Clasificación de la etapa \| Clasificación de la etapa \| Clasificación de la etapa \| Clasificación de la etapa \| \| Ciclista \| Ciclista \| Equipo \| Tiempo \| \| \| ------------------------- \| ------------------------- \| -------------------------- \| ------------------------- \| ------------------------- \| \| 1.º \| João Almeida \| UAE Team Emirates XRG \| 3 h 52 min 39 s \| \| \| 2.º \| Isaac Del Toro \| UAE Team Emirates XRG \| + 28 s \| \| \| 3.º \| Maximilian Schachmann \| Soudal Quick-Step \| + 28 s \| \| \| 4.º \| Clément Champoussin \| XDS Astana Team \| + 28 s \| \| \| 5.º \| Alex Aranburu \| Cofidis \| + 28 s \| \| \| 6.º \| Clément Berthet \| Decathlon-AG2R La Mondiale \| + 28 s \| \| \| 7.º \| Simone Velasco \| XDS Astana Team \| + 28 s \| \| \| 8.º \| Oscar Onley \| Team Picnic-PostNL \| + 28 s \| \| \| 9.º \| Ilan Van Wilder \| Soudal Quick-Step \| + 28 s \| \| \| 10.º \| Guillaume Martin-Guyonnet \| Groupama-FDJ \| + 28 s \| \| |                           |                            |                 |
| |                           |                            |                 |
| |                           |                            |                 |
| Clasificación de la etapa |                           |                            |                 |
| Ciclista | Ciclista                  | Equipo                     | Tiempo          |
| 1.º | João Almeida              | UAE Team Emirates XRG      | 3 h 52 min 39 s |
| 2.º | Isaac Del Toro            | UAE Team Emirates XRG      | + 28 s          |
| 3.º | Maximilian Schachmann     | Soudal Quick-Step          | + 28 s          |
| 4.º | Clément Champoussin       | XDS Astana Team            | + 28 s          |
| 5.º | Alex Aranburu             | Cofidis                    | + 28 s          |
| 6.º | Clément Berthet           | Decathlon-AG2R La Mondiale | + 28 s          |
| 7.º | Simone Velasco            | XDS Astana Team            | + 28 s          |
| 8.º | Oscar Onley               | Team Picnic-PostNL         | + 28 s          |
| 9.º | Ilan Van Wilder           | Soudal Quick-Step          | + 28 s          |
| 10.º | Guillaume Martin-Guyonnet | Groupama-FDJ               | + 28 s          |

| \| Clasificación general \| Clasificación general \| Clasificación general \| Clasificación general \| Clasificación general \| \| Ciclista \| Ciclista \| Equipo \| Tiempo \| \| \| --------------------- \| --------------------- \| -------------------------- \| --------------------- \| --------------------- \| \| 1.º \| João Almeida \| UAE Team Emirates XRG \| 12 h 10 min 20 s \| \| \| 2.º \| Maximilian Schachmann \| Soudal Quick-Step \| + 30 s \| \| \| 3.º \| Florian Lipowitz \| Red Bull-Bora-Hansgrohe \| + 38 s \| \| \| 4.º \| Ilan Van Wilder \| Soudal Quick-Step \| + 49 s \| \| \| 5.º \| Mattias Skjelmose \| Lidl-Trek \| + 50 s \| \| \| 6.º \| Wilco Kelderman \| Team Visma \\| Lease a Bike \| + 1 min 11 s \| \| \| 7.º \| Alex Aranburu \| Cofidis \| + 1 min 37 s \| \| \| 8.º \| Enric Mas \| Movistar Team \| + 1 min 48 s \| \| \| 9.º \| Steff Cras \| Team TotalEnergies \| + 2 min 15 s \| \| \| 10.º \| Simone Velasco \| XDS Astana Team \| + 2 min 18 s \| \| |                       |                            |                  |
| |                       |                            |                  |
| |                       |                            |                  |
| Clasificación general |                       |                            |                  |
| Ciclista | Ciclista              | Equipo                     | Tiempo           |
| 1.º | João Almeida          | UAE Team Emirates XRG      | 12 h 10 min 20 s |
| 2.º | Maximilian Schachmann | Soudal Quick-Step          | + 30 s           |
| 3.º | Florian Lipowitz      | Red Bull-Bora-Hansgrohe    | + 38 s           |
| 4.º | Ilan Van Wilder       | Soudal Quick-Step          | + 49 s           |
| 5.º | Mattias Skjelmose     | Lidl-Trek                  | + 50 s           |
| 6.º | Wilco Kelderman       | Team Visma \| Lease a Bike | + 1 min 11 s     |
| 7.º | Alex Aranburu         | Cofidis                    | + 1 min 37 s     |
| 8.º | Enric Mas             | Movistar Team              | + 1 min 48 s     |
| 9.º | Steff Cras            | Team TotalEnergies         | + 2 min 15 s     |
| 10.º | Simone Velasco        | XDS Astana Team            | + 2 min 18 s     |

### 5.ª etapa
| Orduña - Guernica y Luno | etapa de media montaña | (172,4 km) |

| \| Clasificación de la etapa \| Clasificación de la etapa \| Clasificación de la etapa \| Clasificación de la etapa \| Clasificación de la etapa \| \| Ciclista \| Ciclista \| Equipo \| Tiempo \| \| \| ------------------------- \| ------------------------- \| ------------------------- \| ------------------------- \| ------------------------- \| \| 1.º \| Ben Healy \| EF Education-EasyPost \| 3 h 55 min 57 s \| \| \| 2.º \| Axel Laurance \| Ineos Grenadiers \| + 1 min 47 s \| \| \| 3.º \| Simone Velasco \| XDS Astana Team \| + 1 min 48 s \| \| \| 4.º \| Alex Aranburu \| Cofidis \| + 1 min 48 s \| \| \| 5.º \| Romain Grégoire \| Groupama-FDJ \| + 1 min 48 s \| \| \| 6.º \| Maxim Van Gils \| Red Bull-Bora-Hansgrohe \| + 1 min 48 s \| \| \| 7.º \| Pau Miquel \| Equipo Kern Pharma \| + 1 min 48 s \| \| \| 8.º \| Jordan Jegat \| Team TotalEnergies \| + 1 min 48 s \| \| \| 9.º \| Clément Champoussin \| XDS Astana Team \| + 1 min 48 s \| \| \| 10.º \| Thomas Silva \| Caja Rural-Seguros RGA \| + 1 min 48 s \| \| |                     |                         |                 |
| |                     |                         |                 |
| |                     |                         |                 |
| Clasificación de la etapa |                     |                         |                 |
| Ciclista | Ciclista            | Equipo                  | Tiempo          |
| 1.º | Ben Healy           | EF Education-EasyPost   | 3 h 55 min 57 s |
| 2.º | Axel Laurance       | Ineos Grenadiers        | + 1 min 47 s    |
| 3.º | Simone Velasco      | XDS Astana Team         | + 1 min 48 s    |
| 4.º | Alex Aranburu       | Cofidis                 | + 1 min 48 s    |
| 5.º | Romain Grégoire     | Groupama-FDJ            | + 1 min 48 s    |
| 6.º | Maxim Van Gils      | Red Bull-Bora-Hansgrohe | + 1 min 48 s    |
| 7.º | Pau Miquel          | Equipo Kern Pharma      | + 1 min 48 s    |
| 8.º | Jordan Jegat        | Team TotalEnergies      | + 1 min 48 s    |
| 9.º | Clément Champoussin | XDS Astana Team         | + 1 min 48 s    |
| 10.º | Thomas Silva        | Caja Rural-Seguros RGA  | + 1 min 48 s    |

| \| Clasificación general \| Clasificación general \| Clasificación general \| Clasificación general \| Clasificación general \| \| Ciclista \| Ciclista \| Equipo \| Tiempo \| \| \| --------------------- \| --------------------- \| -------------------------- \| --------------------- \| --------------------- \| \| 1.º \| João Almeida \| UAE Team Emirates XRG \| 16 h 08 min 05 s \| \| \| 2.º \| Maximilian Schachmann \| Soudal Quick-Step \| + 30 s \| \| \| 3.º \| Florian Lipowitz \| Red Bull-Bora-Hansgrohe \| + 38 s \| \| \| 4.º \| Ilan Van Wilder \| Soudal Quick-Step \| + 49 s \| \| \| 5.º \| Mattias Skjelmose \| Lidl-Trek \| + 50 s \| \| \| 6.º \| Wilco Kelderman \| Team Visma \\| Lease a Bike \| + 1 min 11 s \| \| \| 7.º \| Alex Aranburu \| Cofidis \| + 1 min 37 s \| \| \| 8.º \| Enric Mas \| Movistar Team \| + 1 min 48 s \| \| \| 9.º \| Simone Velasco \| XDS Astana Team \| + 2 min 14 s \| \| \| 10.º \| Steff Cras \| Team TotalEnergies \| + 2 min 15 s \| \| |                       |                            |                  |
| |                       |                            |                  |
| |                       |                            |                  |
| Clasificación general |                       |                            |                  |
| Ciclista | Ciclista              | Equipo                     | Tiempo           |
| 1.º | João Almeida          | UAE Team Emirates XRG      | 16 h 08 min 05 s |
| 2.º | Maximilian Schachmann | Soudal Quick-Step          | + 30 s           |
| 3.º | Florian Lipowitz      | Red Bull-Bora-Hansgrohe    | + 38 s           |
| 4.º | Ilan Van Wilder       | Soudal Quick-Step          | + 49 s           |
| 5.º | Mattias Skjelmose     | Lidl-Trek                  | + 50 s           |
| 6.º | Wilco Kelderman       | Team Visma \| Lease a Bike | + 1 min 11 s     |
| 7.º | Alex Aranburu         | Cofidis                    | + 1 min 37 s     |
| 8.º | Enric Mas             | Movistar Team              | + 1 min 48 s     |
| 9.º | Simone Velasco        | XDS Astana Team            | + 2 min 14 s     |
| 10.º | Steff Cras            | Team TotalEnergies         | + 2 min 15 s     |

### 6.ª etapa
| Éibar - Éibar | etapa de montaña | (153,6 km) |

| \| Clasificación de la etapa \| Clasificación de la etapa \| Clasificación de la etapa \| Clasificación de la etapa \| Clasificación de la etapa \| \| Ciclista \| Ciclista \| Equipo \| Tiempo \| \| \| ------------------------- \| ------------------------- \| ------------------------- \| ------------------------- \| ------------------------- \| \| 1.º \| João Almeida \| UAE Team Emirates XRG \| 3 h 56 min 54 s \| \| \| 2.º \| Enric Mas \| Movistar Team \| + 0 s \| \| \| 3.º \| Ben Healy \| EF Education-EasyPost \| + 13 s \| \| \| 4.º \| Isaac Del Toro \| UAE Team Emirates XRG \| + 28 s \| \| \| 5.º \| Alex Aranburu \| Cofidis \| + 58 s \| \| \| 6.º \| Jordan Jegat \| Team TotalEnergies \| + 58 s \| \| \| 7.º \| Simone Velasco \| XDS Astana Team \| + 1 min 19 s \| \| \| 8.º \| Oscar Onley \| Team Picnic-PostNL \| + 1 min 19 s \| \| \| 9.º \| Felix Großschartner \| UAE Team Emirates XRG \| + 1 min 19 s \| \| \| 10.º \| Clément Champoussin \| XDS Astana Team \| + 1 min 19 s \| \| |                     |                       |                 |
| |                     |                       |                 |
| |                     |                       |                 |
| Clasificación de la etapa |                     |                       |                 |
| Ciclista | Ciclista            | Equipo                | Tiempo          |
| 1.º | João Almeida        | UAE Team Emirates XRG | 3 h 56 min 54 s |
| 2.º | Enric Mas           | Movistar Team         | + 0 s           |
| 3.º | Ben Healy           | EF Education-EasyPost | + 13 s          |
| 4.º | Isaac Del Toro      | UAE Team Emirates XRG | + 28 s          |
| 5.º | Alex Aranburu       | Cofidis               | + 58 s          |
| 6.º | Jordan Jegat        | Team TotalEnergies    | + 58 s          |
| 7.º | Simone Velasco      | XDS Astana Team       | + 1 min 19 s    |
| 8.º | Oscar Onley         | Team Picnic-PostNL    | + 1 min 19 s    |
| 9.º | Felix Großschartner | UAE Team Emirates XRG | + 1 min 19 s    |
| 10.º | Clément Champoussin | XDS Astana Team       | + 1 min 19 s    |

## Clasificaciones finales
- Las clasificaciones finalizaron de la siguiente forma:[4]

### Clasificación general
| \| Clasificación general \| Clasificación general \| Clasificación general \| Clasificación general \| Clasificación general \| \| Ciclista \| Ciclista \| Equipo \| Tiempo \| \| \| --------------------- \| ------------------------- \| -------------------------- \| --------------------- \| --------------------- \| \| 1.º \| João Almeida \| UAE Team Emirates XRG \| 20 h 04 min 49 s \| \| \| 2.º \| Enric Mas \| Movistar Team \| + 1 min 52 s \| \| \| 3.º \| Maximilian Schachmann \| Soudal Quick-Step \| + 1 min 59 s \| \| \| 4.º \| Florian Lipowitz \| Red Bull-Bora-Hansgrohe \| + 2 min 07 s \| \| \| 5.º \| Mattias Skjelmose \| Lidl-Trek \| + 2 min 17 s \| \| \| 6.º \| Ilan Van Wilder \| Soudal Quick-Step \| + 2 min 18 s \| \| \| 7.º \| Alex Aranburu \| Cofidis \| + 2 min 45 s \| \| \| 8.º \| Simone Velasco \| XDS Astana Team \| + 3 min 43 s \| \| \| 9.º \| Oscar Onley \| Team Picnic-PostNL \| + 3 min 50 s \| \| \| 10.º \| Clément Champoussin \| XDS Astana Team \| + 3 min 55 s \| \| \| 11.º \| Clément Berthet \| Decathlon-AG2R La Mondiale \| + 4 min 04 s \| \| \| 12.º \| Guillaume Martin-Guyonnet \| Groupama-FDJ \| + 4 min 07 s \| \| \| 13.º \| Santiago Buitrago \| Bahrain Victorious \| + 4 min 16 s \| \| \| 14.º \| Jordan Jegat \| Team TotalEnergies \| + 4 min 23 s \| \| \| 15.º \| Isaac Del Toro \| UAE Team Emirates XRG \| + 4 min 55 s \| \| \| 16.º \| Luca Vergallito \| Alpecin-Deceuninck \| + 5 min 03 s \| \| \| 17.º \| Wilco Kelderman \| Team Visma \\| Lease a Bike \| + 5 min 51 s \| \| \| 18.º \| Steff Cras \| Team TotalEnergies \| + 6 min 55 s \| \| \| 19.º \| Iván Cobo \| Equipo Kern Pharma \| + 8 min 21 s \| \| \| 20.º \| Axel Laurance \| Ineos Grenadiers \| + 8 min 21 s \| \| \| 21.º \| Harold Tejada \| XDS Astana Team \| + 8 min 34 s \| \| \| 22.º \| Brieuc Rolland \| Groupama-FDJ \| + 8 min 43 s \| \| \| 23.º \| Unai Iribar \| Equipo Kern Pharma \| + 9 min 16 s \| \| \| 24.º \| Romain Grégoire \| Groupama-FDJ \| + 9 min 32 s \| \| \| 25.º \| Léo Bisiaux \| Decathlon-AG2R La Mondiale \| + 9 min 33 s \| \| |                           |                            |                  |
| |                           |                            |                  |
| |                           |                            |                  |
| Clasificación general |                           |                            |                  |
| Ciclista | Ciclista                  | Equipo                     | Tiempo           |
| 1.º | João Almeida              | UAE Team Emirates XRG      | 20 h 04 min 49 s |
| 2.º | Enric Mas                 | Movistar Team              | + 1 min 52 s     |
| 3.º | Maximilian Schachmann     | Soudal Quick-Step          | + 1 min 59 s     |
| 4.º | Florian Lipowitz          | Red Bull-Bora-Hansgrohe    | + 2 min 07 s     |
| 5.º | Mattias Skjelmose         | Lidl-Trek                  | + 2 min 17 s     |
| 6.º | Ilan Van Wilder           | Soudal Quick-Step          | + 2 min 18 s     |
| 7.º | Alex Aranburu             | Cofidis                    | + 2 min 45 s     |
| 8.º | Simone Velasco            | XDS Astana Team            | + 3 min 43 s     |
| 9.º | Oscar Onley               | Team Picnic-PostNL         | + 3 min 50 s     |
| 10.º | Clément Champoussin       | XDS Astana Team            | + 3 min 55 s     |
| 11.º | Clément Berthet           | Decathlon-AG2R La Mondiale | + 4 min 04 s     |
| 12.º | Guillaume Martin-Guyonnet | Groupama-FDJ               | + 4 min 07 s     |
| 13.º | Santiago Buitrago         | Bahrain Victorious         | + 4 min 16 s     |
| 14.º | Jordan Jegat              | Team TotalEnergies         | + 4 min 23 s     |
| 15.º | Isaac Del Toro            | UAE Team Emirates XRG      | + 4 min 55 s     |
| 16.º | Luca Vergallito           | Alpecin-Deceuninck         | + 5 min 03 s     |
| 17.º | Wilco Kelderman           | Team Visma \| Lease a Bike | + 5 min 51 s     |
| 18.º | Steff Cras                | Team TotalEnergies         | + 6 min 55 s     |
| 19.º | Iván Cobo                 | Equipo Kern Pharma         | + 8 min 21 s     |
| 20.º | Axel Laurance             | Ineos Grenadiers           | + 8 min 21 s     |
| 21.º | Harold Tejada             | XDS Astana Team            | + 8 min 34 s     |
| 22.º | Brieuc Rolland            | Groupama-FDJ               | + 8 min 43 s     |
| 23.º | Unai Iribar               | Equipo Kern Pharma         | + 9 min 16 s     |
| 24.º | Romain Grégoire           | Groupama-FDJ               | + 9 min 32 s     |
| 25.º | Léo Bisiaux               | Decathlon-AG2R La Mondiale | + 9 min 33 s     |

### Clasificación por puntos
| Clasificación por puntos | Clasificación por puntos | Clasificación por puntos | Clasificación por puntos | Clasificación por puntos |
| Ciclista                 | Ciclista                 | Equipo                   | Puntos                   |                          |
| ------------------------ | ------------------------ | ------------------------ | ------------------------ | ------------------------ |
| 1.º                      | João Almeida             | UAE Team Emirates XRG    | 84 pts                   |                          |
| 2.º                      | Alex Aranburu            | Cofidis                  | 67 pts                   |                          |
| 3.º                      | Ben Healy                | EF Education-EasyPost    | 66 pts                   |                          |
| 4.º                      | Maximilian Schachmann    | Soudal Quick-Step        | 61 pts                   |                          |
| 5.º                      | Isaac Del Toro           | UAE Team Emirates XRG    | 45 pts                   |                          |
| 6.º                      | Simone Velasco           | XDS Astana Team          | 39 pts                   |                          |
| 7.º                      | Enric Mas                | Movistar Team            | 35 pts                   |                          |
| 8.º                      | Florian Lipowitz         | Red Bull-Bora-Hansgrohe  | 32 pts                   |                          |
| 9.º                      | Romain Grégoire          | Groupama-FDJ             | 32 pts                   |                          |
| 10.º                     | Jordan Jegat             | Team TotalEnergies       | 31 pts                   |                          |

### Clasificación de la montaña
| Clasificación de la montaña | Clasificación de la montaña | Clasificación de la montaña | Clasificación de la montaña | Clasificación de la montaña |
| Ciclista                    | Ciclista                    | Equipo                      | Puntos                      |                             |
| --------------------------- | --------------------------- | --------------------------- | --------------------------- | --------------------------- |
| 1.º                         | Bruno Armirail              | Decathlon-AG2R La Mondiale  | 57 pts                      |                             |
| 2.º                         | Ben Healy                   | EF Education-EasyPost       | 25 pts                      |                             |
| 3.º                         | Marc Soler                  | UAE Team Emirates XRG       | 23 pts                      |                             |
| 4.º                         | Enric Mas                   | Movistar Team               | 20 pts                      |                             |
| 5.º                         | João Almeida                | UAE Team Emirates XRG       | 18 pts                      |                             |
| 6.º                         | Sergio Samitier             | Cofidis                     | 11 pts                      |                             |
| 7.º                         | Jordan Jegat                | Team TotalEnergies          | 10 pts                      |                             |
| 8.º                         | Daniel Felipe Martínez      | Red Bull-Bora-Hansgrohe     | 9 pts                       |                             |
| 9.º                         | Guillermo Juan Martinez     | Team Picnic-PostNL          | 8 pts                       |                             |
| 10.º                        | Brandon McNulty             | UAE Team Emirates XRG       | 6 pts                       |                             |

### Clasificación sub-23
| Clasificación sub-23 | Clasificación sub-23    | Clasificación sub-23       | Clasificación sub-23 | Clasificación sub-23 |
| Ciclista             | Ciclista                | Equipo                     | Tiempo               |                      |
| -------------------- | ----------------------- | -------------------------- | -------------------- | -------------------- |
| 1.º                  | Isaac Del Toro          | UAE Team Emirates XRG      | 20 h 09 min 44 s     |                      |
| 2.º                  | Brieuc Rolland          | Groupama-FDJ               | + 3 min 48 s         |                      |
| 3.º                  | Romain Grégoire         | Groupama-FDJ               | + 4 min 37 s         |                      |
| 4.º                  | Léo Bisiaux             | Decathlon-AG2R La Mondiale | + 4 min 38 s         |                      |
| 5.º                  | Hugo de la Calle        | Burgos-Burpellet-BH        | + 19 min 25 s        |                      |
| 6.º                  | Max van der Meulen      | Bahrain Victorious         | + 27 min 22 s        |                      |
| 7.º                  | Alexander Hajek         | Red Bull-Bora-Hansgrohe    | + 35 min 58 s        |                      |
| 8.º                  | Guillermo Juan Martinez | Team Picnic-PostNL         | + 36 min 00 s        |                      |
| 9.º                  | Thibaud Gruel           | Groupama-FDJ               | + 37 min 01 s        |                      |
| 10.º                 | Matthew Dinham          | Team Picnic-PostNL         | + 44 min 48 s        |                      |

### Clasificación por equipos
| Clasificación por equipos | Clasificación por equipos       | Clasificación por equipos | Clasificación por equipos |
| Equipo                    | Equipo                          | Tiempo                    |                           |
| ------------------------- | ------------------------------- | ------------------------- | ------------------------- |
| 1.º                       | Soudal Quick-Step               | 60 h 27 min 39 s          |                           |
| 2.º                       | XDS Astana Team                 | + 3 min 04 s              |                           |
| 3.º                       | Groupama-FDJ                    | + 7 min 46 s              |                           |
| 4.º                       | UAE Team Emirates XRG           | + 8 min 26 s              |                           |
| 5.º                       | Lidl-Trek                       | + 19 min 31 s             |                           |
| 6.º                       | Team TotalEnergies              | + 26 min 05 s             |                           |
| 7.º                       | Red Bull-BORA-hansgrohe         | + 27 min 06 s             |                           |
| 8.º                       | Decathlon AG2R La Mondiale Team | + 27 min 20 s             |                           |
| 9.º                       | Burgos-Burpellet-BH             | + 30 min 45 s             |                           |
| 10.º                      | Equipo Kern Pharma              | + 33 min 29 s             |                           |

## Evolución de las clasificaciones
| Etapa                   |                         | Ganador _             | Clasificación general | Puntos                | Montaña               | Jóvenes         | Combatividad     | Equipo            | Mejor nacional _ |
| ----------------------- | ----------------------- | --------------------- | --------------------- | --------------------- | --------------------- | --------------- | ---------------- | ----------------- | ---------------- |
| 1.ª etapa               | contrarreloj individual | Maximilian Schachmann | Maximilian Schachmann | Maximilian Schachmann | Maximilian Schachmann | Michael Leonard | Florian Lipowitz | Soudal Quick-Step | Pello Bilbao     |
| 2.ª etapa               | etapa escarpada         | Caleb Ewan            | Maximilian Schachmann | Maximilian Schachmann | Diego Uriarte         | Michael Leonard | Tobias Bayer     | Soudal Quick-Step | Pello Bilbao     |
| 3.ª etapa               | etapa de media montaña  | Alex Aranburu         | Maximilian Schachmann | Maximilian Schachmann | Bruno Armirail        | Romain Grégoire | Clément Berthet  | Soudal Quick-Step | Alex Aranburu    |
| 4.ª etapa               | etapa de media montaña  | João Almeida          | João Almeida          | João Almeida          | Marc Soler            | Brieuc Rolland  | Marc Soler       | XDS Astana Team   | Alex Aranburu    |
| 5.ª etapa               | etapa de media montaña  | Ben Healy             | João Almeida          | João Almeida          | Bruno Armirail        | Brieuc Rolland  | Ben Healy        | XDS Astana Team   | Alex Aranburu    |
| 6.ª etapa               | etapa de montaña        | João Almeida          | João Almeida          | João Almeida          | Bruno Armirail        | Isaac Del Toro  | Bruno Armirail   | Soudal Quick-Step | Alex Aranburu    |
| Clasificaciones finales | Clasificaciones finales |                       | João Almeida          | João Almeida          | Bruno Armirail        | Isaac Del Toro  | no otorgado      | Soudal Quick-Step | no otorgado      |

## Ciclistas participantes y posiciones finales
Convenciones:
- AB-N: Abandono en la etapa "N"
- FLT-N: Retiro por arribo fuera del límite de tiempo en la etapa "N"
- NTS-N: No tomó la salida para la etapa "N"
- DES-N: Descalificado o expulsado en la etapa "N"

## UCI World Ranking
La Vuelta al País Vasco otorgó puntos para el UCI World Ranking para corredores de los equipos en las categorías UCI WorldTeam, UCI ProTeam y Continental. Las siguientes tablas son el baremo de puntuación y los diez corredores que obtuvieron más puntos:
| Posición              | 1.º | 2.º | 3.º | 4.º | 5.º | 6.º | 7.º | 8.º | 9.º | 10.º | 11.º | 12.º | 13.º | 14.º | 15.º | 16.º-20.º | 21.º-30.º | 31.º-50.º | 51.º-55.º | 56.º-60.º |
| Clasificación general | 400 | 320 | 260 | 220 | 180 | 140 | 120 | 100 | 80  | 68   | 56   | 48   | 40   | 32   | 28   | 24        | 16        | 8         | 4         | 2         |
| Por etapa             | 50  | 30  | 25  | 20  | 15  | 10  | 8   | 6   | 3   | 1    |      |      |      |      |      |           |           |           |           |           |
| Líder                 | 8   |     |     |     |     |     |     |     |     |      |      |      |      |      |      |           |           |           |           |           |

| Clasificación |                          |                         |         |       |       |       |
| Posición      | Ciclista                 | Equipo                  | General | Etapa | Líder | Total |
| ------------- | ------------------------ | ----------------------- | ------- | ----- | ----- | ----- |
| 1.º           | João Almeida             | UAE Emirates XRG        | 400     | 150   | 16    | 566   |
| 2.º           | Maximilian Schachmann    | Soudal Quick-Step       | 260     | 100   | 24    | 384   |
| 3.º           | Enric Mas                | Movistar                | 320     | 45    | -     | 365   |
| 4.º           | Florian Lipowitz         | Red Bull-BORA-hansgrohe | 220     | 31    | -     | 251   |
| 5.º           | Alex Aranburu            | Cofidis                 | 120     | 100   | -     | 220   |
| 6.º           | Mattias Skjelmose Jensen | Lidl-Trek               | 180     | 16    | -     | 196   |
| 7.º           | Ilan Van Wilder          | Soudal Quick-Step       | 140     | 14    | -     | 154   |
| 8.º           | Simone Velasco           | XDS Astana              | 100     | 41    | -     | 141   |
| 9.º           | Oscar Onley              | Picnic PostNL           | 80      | 12    | -     | 92    |
| 10.º          | Clément Champoussin      | XDS Astana              | 68      | 24    | -     | 92    |